# سیارک ۳۷۰۰
سیارک ۳۷۰۰ (به انگلیسی: 3700 Geowilliams، نامگذاری:1984UL2) سه هزار و هفتصدمین سیارک کشف شده‌است که در ۲۳ اکتبر ۱۹۸۴ کشف شد.
قدر مطلق سیارک برابر ۱۲٫۵۰ است.